# Armée royale yougoslave

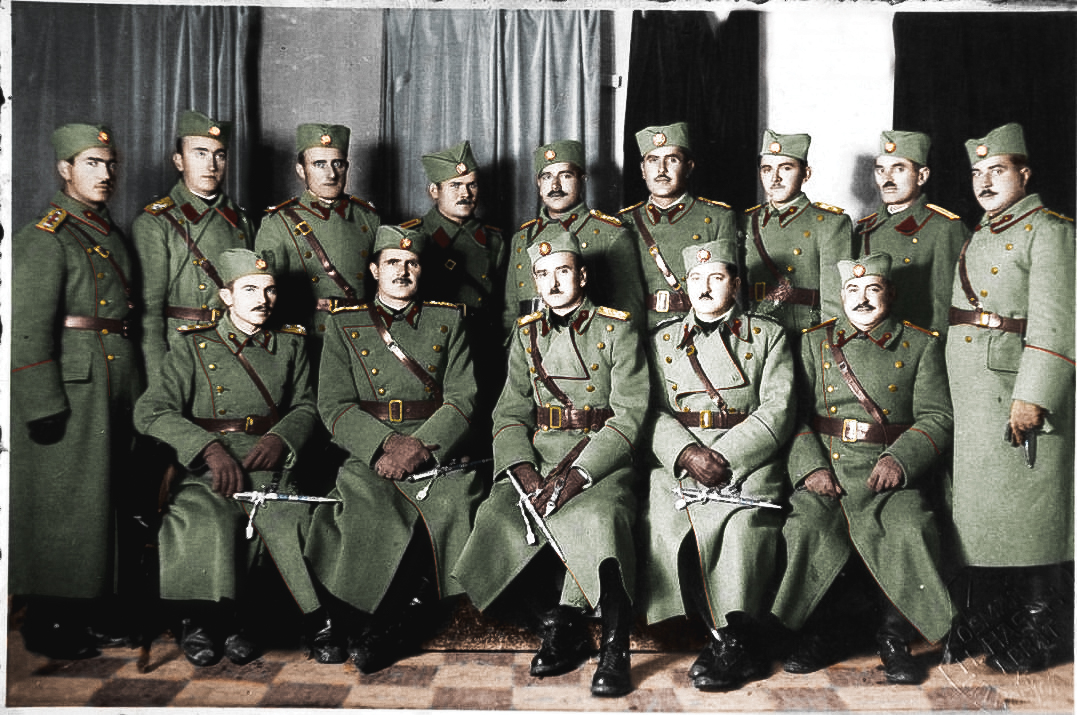
Officiers de l'Armée royale yougoslave en 1939.

L'armée royale yougoslave (serbo-croate : Jugoslovenska vojska, JV; Југословенска војска, ЈВ) était l'armée de terre dans le royaume de Yougoslavie. Elle était active de la formation du royaume en décembre 1918 jusqu'à sa reddition aux puissances de l'Axe le 17 avril 1941. Elle a combattu le long de la frontière autrichienne en 1919-1920 en raison d'un litige frontalier ainsi que dans quelques escarmouches à la frontière au Sud dans les années 1920 ; hormis ces campagnes, la JV n'a guère livré bataille avant avril 1941 quand le Troisième Reich déclenche l'invasion de la Yougoslavie.
Peu avant l'invasion de la Yougoslavie, les officiers serbes fomentent un coup d'État contre le prince Paul et le gouvernement de Dragiša Cvetković à cause de la signature du pacte tripartite. L'armée royale yougoslave, dont l'équipement est médiocre et la mobilisation incomplète, est fortement désorganisée par le schisme serbo-croate de la politique yougoslave. Contre les armées d'invasion, l'armée yougoslave capitule en une quinzaine de jours. Pendant l'occupation de la Yougoslavie, les Tchetniks de Draža Mihailović sont surnommés « l'armée royale yougoslave de la patrie ».
L'armée royale yougoslave est dissoute le 7 mars 1945 quand le gouvernement yougoslave en exil nommé par Pierre II est aboli.